# Švitrigaila
 (octobre 2019).
Si vous disposez d'ouvrages ou d'articles de référence ou si vous connaissez des sites web de qualité traitant du thème abordé ici, merci de compléter l'article en donnant les références utiles à sa vérifiabilité et en les liant à la section « Notes et références ».
Švitrigaila (autres orthographes : Svidryhajła, Świdrygiełło, Svitrigaylo, Svidrigailo, Swidrigailo), 1370-1452 (Loutsk), fut le dernier chef de la majorité ruthène orthodoxe à occuper le trône du grand-duché de Lituanie, entre 1430 et 1432. Il fut actif dans la politique lituanienne des années 1390 jusqu'à sa mort.

## Rébellion contre Vytautas
Švitrigaila fut baptisé par son père Algirdas. À l'âge de onze ans, il fut converti avec son frère Jogaila à Cracovie au catholicisme romain, et changea son prénom, Lev (Léon), en Bolesław (Boleslas) (son frère devenant Władysław Jagiełło (Ladislas Jagellon), futur roi Ladislas II de Pologne).
À cette époque, Polotsk était la capitale de ses terres. En 1392, il fit une tentative avortée pour s'attribuer Vitebsk, mais fut défait par son cousin Vytautas le Grand (ou Vitold). Il dut s'exiler en Prusse.
Alors qu'il vivait à l'étranger, Švitrigaila se mit aux côtés des Chevaliers teutoniques dans leur combat prolongé contre Vytautas (ou Vitold le Grand). En 1400, il fut autorisé à retourner en Lituanie, recevant la Podolie dans son domaine. Quatre années plus tard, il retourna vers l'est en Sévérie.

## Passage dans le camp moscovite et conséquences
Si Švitrigaila a sympathisé avec les Russes, c'est, pense-t-on, qu'il était né d'une mère russe (Ouliana de Tver) et s'était marié avec une princesse de Tver. Quand, en 1408, la guerre éclata entre Vytautas et son gendre, le grand-prince de Moscou Basile Ier, Švitrigaila se rangea aux côtés du second ; il passa à Moscou et livra toutes les villes de Sévérie à l'armée russe. 
Pendant son bref séjour en Moscovie, Švitrigaila reçut en récompense Volokolamsk et plusieurs autres villes et fut mis à la tête de l'armée russe chargée de combattre Vytautas. Dénué de tout talent militaire, il ne remporta pas une seule bataille. Ayant entendu parler de l'invasion de la Horde Blanche de l'émir Edigou, il s'enfuit en Lituanie, pillant Serpoukhov sur son chemin.
De retour en Lituanie, on l'arrêta comme un misérable traître et un dangereux prétendant et on l'emprisonna pendant neuf ans au château de Kremenets. Livré finalement par le prince Daniel d'Ostrog (en), il réussit à s'échapper en Hongrie. C'est la médiation de l'empereur d'Allemagne et de son frère Jogaila qui lui permit de retourner en Lituanie en 1420 comme seigneur souverain de Sévérie.

## Grand-Duc de Lituanie

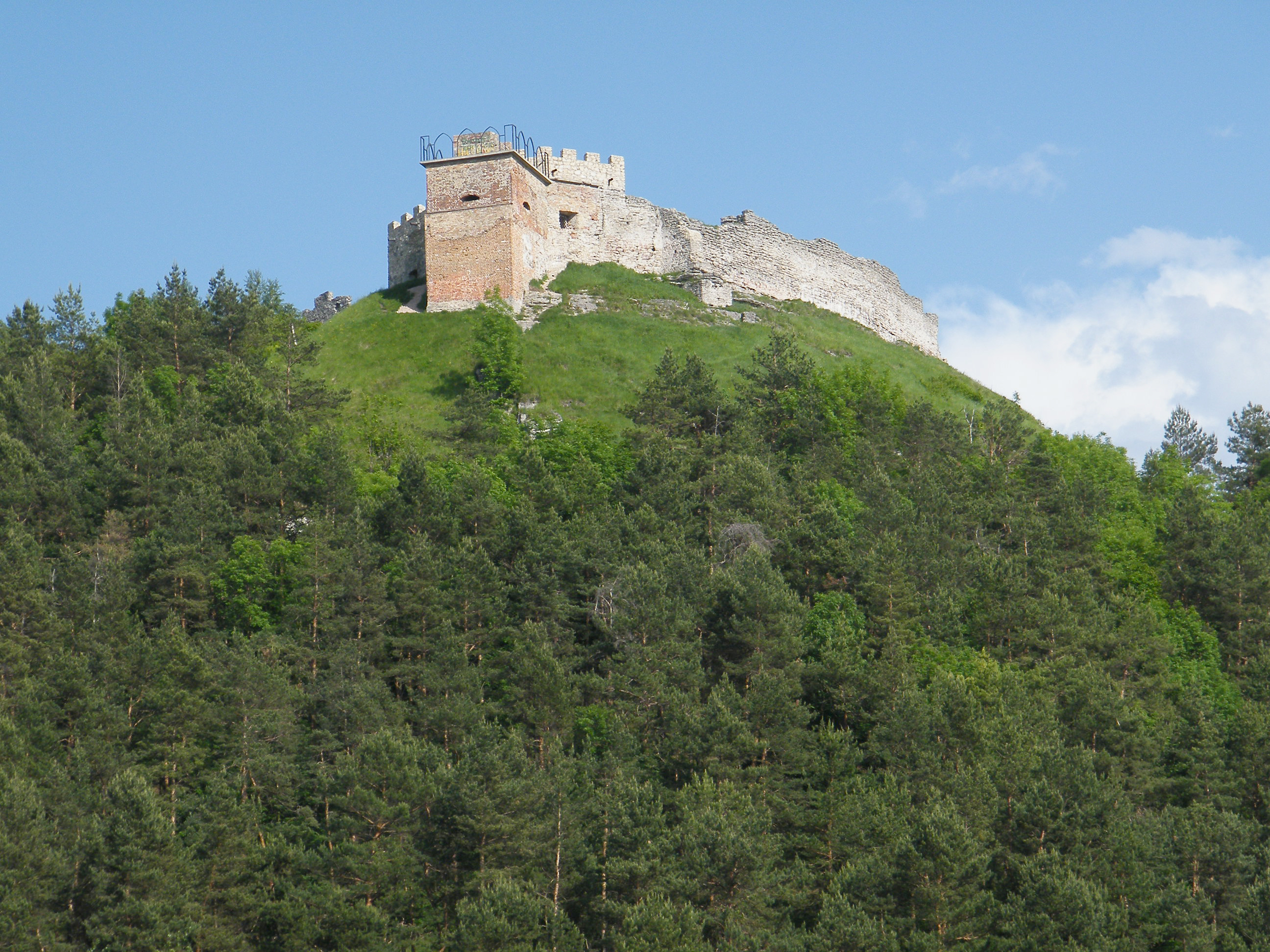
Château de Kremenets.

À la mort de Vytautas (Vitold) en 1430, Švitrigaila fit immédiatement valoir ses droits sur le trône. Il avait le soutien des Ruthènes et de la population orthodoxe du grand-duché de Lituanie, tandis que la population catholique se prononçait pour le candidat rival, Žygimantas Kęstutaitis (ou en français : Sigismond, prince de Starodoub). Enfin Švitrigaila l'emporta et fut couronné grand-duc de Lituanie à Vilna. 
Il commença son règne en proclamant la pleine indépendance du grand-duché par rapport à la Pologne et accordant des privilèges importants à ses sujets orthodoxes. De telles mesures provoquèrent la colère de la Pologne, qui lui déclara la guerre et occupa les villes de Podolie, notamment le château de Kamianets-Podilskyï, point stratégique. Švitrigaila chercha de l'aide à l'ouest et convainquit les chevaliers teutoniques d'envahir la Pologne. Bien que les opérations de ses généraux eussent été couronnées de succès, il ne livra pas la bataille décisive et signa à Loutsk un armistice, où il obtenait que la Pologne acceptât toutes ses revendications.

## Chute et dernières années
En 1432, cependant, Sigismond de Starodub déclencha une rébellion et, soutenu par les Lituaniens et les Polonais du grand-duché, envahit une grande partie du territoire. Švitrigaila, d'abord contraint d'abandonner Vilna pour Vitebsk, fut entièrement défait près de la rivière Sviataïa en 1435. Bien que les Ruthènes à Kiev, en Podolie et en Volhynie continuent à lui apporter leur soutien, il s'enfuit à Cracovie, où il implora la paix. Après que ses propositions eurent été rejetées, il dut abandonner le pays pour un exil honteux en Valachie, où on prétend qu'il dut devenir simple berger. 
En 1440, Sigismond Ier Kęstutaitis fut assassiné par la noblesse lituanienne et Švitrigaila reprit le pouvoir en Podolie et en Volhynie, mais à 70 ans (ou 85, selon certaines sources), il était trop vieux pour recommencer une lutte sans fin pour reprendre le trône de Lituanie. Peu avant sa mort à Loutsk en 1452, il légua tous ses biens en Podolie et Volhynie à l'État lituanien. Il est inhumé dans la crypte de la Basilique archicathédrale Saint-Stanislas et Saint-Ladislas de Vilnius.